# Housseras
Housseras är en kommun i departementet Vosges i regionen Grand Est (tidigare regionen Lorraine) i nordöstra Frankrike. Kommunen ligger i kantonen Rambervillers som tillhör arrondissementet Épinal. År 2022 hade Housseras 489 invånare.

## Befolkningsutveckling
Antalet invånare i kommunen Housseras
| Referens: INSEE |